# Submission
Submission je americký erotický thrillerový televizní seriál v hlavních rolích s Ashlynn Yennie, Justin Berti, Victoria Levine a Skin Diamond. Úvodní díl měl premiéru dne 12. května 2016 na stanici Showtime.

## Příběh
Seriál sleduje příběh Ashley, která po nešťastném vztahu narazí na erotický román SLAVE od Nolana Keatse a začne zkoumat BDSM.

## Obsazení
- Ashlynn Yennie jako Ashley Pendleton
- Justin Berti jako Elliott
- Victoria Levine jako Jules
- Skin Diamond jako Dylan Quinn
- Kevin Nelson jako Raif
- Nika Khitrova jako Scarlet
- Brent Harvey jako Tomas

## Seznam dílů
| Č. v seriálu | Původní název | Režie           | Scénář          | Premiéra v USA  |
| ------------ | ------------- | --------------- | --------------- | --------------- |
| 1            | Slave         | Jacky St. James | Jacky St. James | 12. května 2016 |
| 2            | Control       | Jacky St. James | Jacky St. James | 19. května 2016 |
| 3            | Smut          | Jacky St. James | Jacky St. James | 26. května 2016 |
| 4            | Master        | Jacky St. James | Jacky St. James | 2. června 2016  |
| 5            | Safeword      | Jacky St. James | Jacky St. James | 9. června 2016  |
| 6            | Domination    | Jacky St. James | Jacky St. James | 16. června 2016 |